# Kochaj bliźniego
Kochaj bliźniego – powieść niemieckiego pisarza Ericha Marii Remarque’a wydana po raz pierwszy w wersji książkowej w 1941 r. pod tytułem Liebe deinen Nächsten. Utwór opisujący tułaczkę po Europie wygnańców i uciekinierów z narodowosocjalistycznych Niemiec w latach 30. XX w. Początkowo, od września 1939 r., ukazywała się w odcinkach pod angielskim tytułem Flotsam w czasopiśmie „Collier’s Weekly” w USA.
W Polsce, przed wydaniem książkowym, publikowana w 1958 roku na łamach gazety Trybuna Robotnicza (od numeru 283).

## Fabuła
Bohaterami powieści są tułający się po Europie uciekinierzy z Niemiec, znajdujących się pod władzą nazistów. Główne postacie to:
- Ludwik Kern – bezpaństwowiec, ojciec Żyd, matka z pochodzenia Węgierka, którego państwo niemieckie pozbawiło obywatelstwa i paszportu,
- Józef Steiner – bezpaństwowiec, uciekinier z Niemiec, uchodźca polityczny, poszukiwanym w Niemczech za działalność wywrotową, podróżujący bez paszportu,
- Ruth Holland – Żydówka, która uciekła z Niemiec.

Akcja powieści rozpoczyna się w Wiedniu. Grupa emigrantów z Niemiec zostaje aresztowana i przewieziona do aresztu śledczego. Są wśród nich Steiner i Kern. Zostają oni wkrótce wydaleni z Austrii. Przechodzą granicę z Czechosłowacją. Kern udaje się do Pragi, a Steiner wraca tej samej nocy przez zieloną granicę do Austrii. Stara się zdobyć paszport. Aby móc go nielegalnie kupić, wykorzystuje swoje zdolności szulera karcianego, następnie pracuje jako kelner, a później jako jasnowidz w cyrku. Kern zadowala się czasowym pozwoleniem na pobyt w Czechosłowacji. Tam poznaje młodą Żydówkę – Ruth Holland. Po powrocie do Austrii odnajduje Steinera, który pomaga Ludwikowi i Ruth przetrwać w trudnej sytuacji. Losy tych trojga splatają się i przewijają przez całą powieść. Akcja powieści przenosi się kolejno do Szwajcarii, Francji a następnie do Berlina. Bohaterowie próbują bezskutecznie osiąść gdziekolwiek, ale ponieważ nie mają prawa do legalnego pobytu, często bez pracy, w każdym z tych miejsc spotykają się z obojętnością, perfidią i wyzyskiem – wbrew biblijnemu przykazaniu. W ekstremalnych sytuacjach okazuje się, jak cenne, a zarazem jak kruche jest ludzkie życie. W sytuacjach uwłaczających godności człowieka bohaterowie powieści starają się zachować lojalność, miłość i solidarność.
Narracja książki jest wartka i wciągająca do tego stopnia, że powieść wydaje się prawie książką przygodową. Nie jest to jednak czysta fikcja, gdyż autor przelał na papier koleje losu wielu emigrantów z hitlerowskich Niemiec i ich próby utrzymania się na powierzchni życia. Równie interesujące co narracja, są przeżycia i przemyślenia bohaterów. Jak to zazwyczaj bywa u Remarque’a, to co dzieje się w świadomości bohaterów jest ważniejsze od ich przygód.